# بطولة تونس لألعاب القوى 1977
بطولة تونس لألعاب القوى 1977 هو الدورة 22 من بطولة تونس لألعاب القوى.

فاز بهذا الموسم الزيتونة الرياضية.

## روابط خارجية
- الموقع الرسمي للجامعة التونسية لألعاب القوى.